# Margarethe Lenore Selenka
Margarethe Lenore Selenka-Heinemann (Hamburgo, 7 de octubre de 1860-Múnich, 16 de diciembre de 1922) fue una zoóloga, activista de los derechos de la mujer y la paz alemana.

## Vida
Selenka procedía de una familia de comerciantes. Se casó por primera vez en 1886 con el escritor Ferdinand Neubürger, pero se divorciaron y en 1893 se casó con el profesor de zoología Emil Selenka que enseñaba en la Universidad de Erlangen. Gracias a la influencia de su segundo esposo estudió paleontología, antropología y zoología y se convirtió en su asistente científica. Participó en un viaje de investigación dirigido por su esposo a lo que entonces era Ceilán, Japón, China y las Indias Orientales Holandesas en 1892. Cuando su marido enfermó durante el viaje y tuvo que regresar a Alemania, Selenka se quedó unos meses más para estudiar la vida silvestre de los monos en Borneo. A su regreso escribió un informe al que tituló como Sonnige Welten – Ostasiatische Reiseskizzenm [Mundos destellantes - Bocetos de viajes por Asia Oriental].
La familia de Selenka cambió su lugar de residencia y se mudó a Múnich en 1895. Allí, Selenka conoció a las defensoras de los derechos de la mujer Anita Augspurg y Lida Gustava Heymann, y se involucró en el movimiento alemán por los derechos de la mujer y la paz. Junto con Augspurg, inició una campaña por los derechos de la mujer en el Imperio Alemán. Selenka se convirtió en miembro de la Federación de Asociaciones de Mujeres Progresistas (VfF, por sus siglas en alemán). En 1899 organizó una manifestación por la paz.
Durante este período, su familia se enfrentó a los descubrimientos profesionales de Eugène Dubois, que descubrió el fósil del hombre de Java, el Homo erectus, en Trinil (Indonesia) en 1891. En medio del acalorado debate teológico y científico, el esposo de Selenka decidió emprender otro viaje de investigación a las Indias Orientales Holandesas en busca de más fósiles que apoyaran el descubrimiento de Eugène Dubois. El esposo de Selenka murió de manera repentina en 1902 y ella continuó entonces con los trabajos de su marido. El viaje de investigación tuvo lugar en 1907/1908. Aunque no pudo descubrir más fósiles del hombre de Java en Trinil, consiguió hacer aportaciones a la estratigrafía regional y encontrar muchos fósiles de mamíferos del Pleistoceno. Tras su regreso a Alemania, redactó un informe junto con el geólogo Max Blanckenhorn, que sí recibió el reconocimiento científico internacional.
En 1904, Selenka asistió a la conferencia internacional por la paz en Boston, donde representó a la Federación Alemana de Asociaciones de Mujeres Progresistas. Tras una disputa con Augspurg y Heymann, abandonó la Federación y se unió a la rival: la Federación para la Protección de la Maternidad y la Reforma Sexual (BfMS por sus siglas en alemán), fundada por su amiga Helene Stöcker. En 1915, Selenka asistió a otra conferencia de paz en La Haya, convocada por el zar Nicolás II para detener la Primera Guerra Mundial. Posteriormente, fue puesta bajo arresto domiciliario en Alemania durante la Primera Guerra Mundial. Selenka murió en 1922.